# ダントルカストー級哨戒艦
ダントルカストー級哨戒艦(フランス語:classe d'Entrecasteaux)は、フランス海軍の哨戒艦の艦級。
防衛、法執行、兵站任務（違法漁業・海上交通・資源採掘の取締り、遭難船の捜索救助、フランスの海外領土・部隊への兵站支援）で運用することを想定し設計された多用途艦である。呼称はフランス語でB2M:Bâtiment multi-mission（多用途艦）であり、その任務から「海軍のアーミーナイフ」とも呼ばれる。本級は老朽化したシャンプレーン級中型揚陸艦を置き換え、その任務の一部を担っている。

## 来歴
フランスはインド洋に100万km²、南極海に170万km²という広大な排他的経済水域（EEZ）を有している。これらの海域で警備救難活動をするため、フランス海軍は平時の運用に適した、柔軟な能力を持つ船を多数配備してきた。シャンプレーン級中型揚陸艦、P400級哨戒艇、デスティエンヌ・ドルヴ級通報艦など、すべて冷戦時代に設計された艦艇が配備され、中には漁船を転用したアルバトロス（P681 Albatros）なども運用された。1990年代にはフロレアル級フリゲートのような、EEZにおける海上警備や低強度紛争での運用を念頭に設計された艦艇を調達した。
2010年代には、ヌーメアを拠点とする老朽化したシャンプレーン級ジャック・カルティエが2013年4月に、アルバトロスが2015年5月に退役したことにより、ポール・ド・ラ・ポアント・デ・ギャレ（レユニオン）、ヌメア港（ニューカレドニア）、デグラ＝デ＝カンヌ港（フランス領ギアナ）、パペーテ港（フランス領ポリネシア）の海軍基地向けに後継船を調達する必要性が生じた。海軍は5隻のシャンプレーン級とアルバトロスの後継艦の検討を開始した。当初計画されていた艦船は、BIS（Bâtiments d'intervention et de souveraineté）と呼ばれ、シャンプレーン級の揚陸能力を省くものの、中隊規模の部隊（120名と装甲車を含む20車両）を収容可能なものとした。CNIM社の「MultiPurpose Projection Vessel」、DCNS社の「Echoship」、ピリウ社のM.OPV、ロールス・ロイス・マリーン社のUT527の4案が検討された。 2013年10月にはM.OPVの改良型が採用され、ピリウとDCNSと共同契約し、プロジェクトのための合弁会社Kershipが設立された。
1億ユーロに及ぶ契約費用は当初、軍事省だけでなく他省庁も負担することになっており、艦船の取得費の20%、維持費の50%を他省庁が提供することになっていた。しかし、2013年7月からは軍事省が単独で負担することが決定された。

## 設計
本級は、海外県及び海外領土の基地を拠点とし、フランスのEEZ内で長期間の海上警備任務を行うために設計されている。そのため、最大速度は12から15ノット（22から28km/h）と比較的低いが、補給なしで30日間運用することができ、年間200日間の海上での運用という高い稼働率を目指して設計されている。 主な任務は、特に商業漁業の領域における、不法移民、麻薬取引、海賊に対する取締りである。
20人の部隊と装備品、車両2台を輸送することができ、限定的ではあるが輸送能力を提供する。海軍に限らず、国家の海洋行動を担当する様々な省庁（国家憲兵、警察等）の部隊を輸送可能。8メートル（26フィート）のボートと複数の複合艇を搭載し、水中工作員（フッログマン）や遠隔操作の水中車両を配備できる。 また人道支援時には、医療チームを収容することもできる。
遭難船を曳航するため、最大30トンの牽引が可能。 また12トンの物資を吊り上げ可能な14mのクレーンと、10トンを吊り上げ可能な17メートルのクレーンを備える。 これにより通常のコンテナを自律的に積み下ろしすることができ、災害地における人道活動には有用な能力となる。

## 同艦型
2021年7月、1番艦ダントルカストーは火災で大きな被害を受けた。この火災によりフランス海軍は一時的にニューカレドニア周辺海域における軍事的空白が生じた。この空白に対処するため、2番艦ブーケンビルのBougainvilleがタヒチからニューカレドニアに一時配備された。ダントルカストーは修理され、2022年5月初めに復帰した。
| 艦番号 | 艦名                                    | 起工          | 進水          | 就役           |
| ------ | --------------------------------------- | ------------- | ------------- | -------------- |
| A621   | ダントルカストー D'Entrecasteaux        | 2014年4月25日 | 2015年7月31日 | 2016年8月31日  |
| A622   | ブーケンビル Bougainville               | 2015年        | 2016年3月26日 | 2016年12月16日 |
| A623   | シャンプラン Champlain                  | 2016年        | 2016年8月22日 | 2017年7月4日   |
| A624   | デュモン・デュルヴィル Dumont d'Urville | 2017年7月     | 2018年        | 2020年4月17日  |